# Deifebo Romagnoli
Deifebo Romagnoli (Siena, 1765 – Siena, 1813) è stato un compositore italiano, fratello del compositore Ettore.

## Biografia
Gervasoni, Fétis e Morrocchi lo dicono allievo di Lorenzo Borsini e organista (dal 1795) del duomo di Siena. Morrocchi lo dice virtuoso anche del violino, della viola e del violoncello, membro dell'Accademia dei Distinti, valente cantante, appassionato di poesia e disegno, e insigne insegnante la cui prematura morte sconvolse i compratrioti.

## Opere e fonti
Fétis parla di molte sue composizioni manoscritte conservate in Italia. Morrocchi è molto più circostanziato nell'enumerare la sua musica: parla della sua continuativa collaborazione con i Distinti per numerosi lavori drammatici, di una gran mole di musica sacra per il duomo, di una nutrita quantità di musica cameristica e di un notevole numero di cantate celebrative (per Pietro Leopoldo, del 1791, per il Collegio dei Tolomei, per Ferdinando III). Tale notizia passò in un articolo londinese del 1886. Per molti anni, però, tutto questo non fu mai ritrovato. Già Robert Eitner, nel 1903, sembra non dare più credito alle notizie ottocentesche e l'Ufficio ricerca fondi musicali ritrovò poche composizioni sacre di Deifebo Romagnoli al duomo di Siena e al Conservatorio di Firenze, molto poche rispetto alle descrizioni ottocentesche. Nel 1991, Antonio Mazzeo pubblicò alcune musiche di Romagnoli in edizione moderna, presentate come rarità. Nel 2018, il Centro Documentazione Musicale della Toscana e musicologi senesi hanno ritrovato quasi tutta la produzione di Deifebo e di suo fratello Ettore nel Fondo Provenzano e nel Fondo Pieri della Biblioteca degli Intronati di Siena. Il Fondo Provenzano giunse alla biblioteca con la soppressione dell'ente ecclesiastico, dopo una breve permanenza nell'Archivio Arcivescovile senese, e contiene gran parte della produzione della cappella della Chiesa di Santa Maria di Provenzano, per molto tempo gemella di quella del duomo. Vi troviamo quasi un centinaio di pezzi di Deifebo. Il Fondo Pieri fu donato alla Biblioteca da Giovanni Pieri nel 1861 e contiene quasi 70 composizioni di Deifebo, tra cui i probabili autografi della cantata per Piero Leopoldo del 1791, di diverse sinfonie, di pezzi strumentali e di molti lavori sacri (alcuni datati al 1793). Contiene anche alcuni pezzi arcadici adespoti, attribuibili a Romagnoli, a suo fratello Ettore o a Domenico o Francesco Franchini.